# Landkreis Öhringen
Landkreis Öhringen is een voormalige Landkreis in de Duitse Deelstaat Baden-Württemberg. Het had een oppervlakte van 398 km² en een inwoneraantal van 48.781 (27.05.1970). Kreisstadt was de stad Öhringen. Landkreis Öhringen bestond van 1938 tot aan 1973.

## Geschiedenis
Het gebied van de landkreis Öhringen behoorde vóór 1800 vooral tot het vorstendom Hohenlohe. Vanwege de effecten van de Reichsdeputationshauptschlusses kwam het gebied naar Württemberg, waar het in eerste instantie toebehoorde aan de Oberamt Neuenstein in de Kreis Öhringen. Rond 1810/11 werd het een deel van het nieuw opgerichte Oberamts Öhringen en vanaf 1818 behoorde dit tot Jagstkreis (die in 1924 werd ontbonden). In 1926 werd de naburige Oberamt Weinsberg opgeheven en delen daarvan werden in het Oberamts Öhringen gevoegd. In 1934 werd de Oberamt Öhringen omgedoopt tot Kreis Öhringen, dat in 1938  weer werd omgedoopt tot de Landkreis Öhringen.
Na de Tweede Wereldoorlog werd de Vrije volksstaat Württemberg gevoegd bij de nieuwe deelstaat Württemberg-Baden. Met de reorganisatie in het zuidwesten van de Bondsrepubliek Duitsland, kwam de landkreis in 1952 naar Baden-Württemberg en werd het toegevoegd aan het Regierungsbezirk Nordwürttemberg. Op 1 januari 1972 werd de gemeente Muthof, uit de Landkreis Künzelsau, opgenomen in de stad Forchtenberg en kwam zo in de Landkreis Öhringen te liggen, eveneens werden Eschental en Goggenbach uit de Landkreis Schwäbisch Hall op die datum in de gemeente Kupferzell (Landkreis Öhringen) gevoegd. Op 1 april 1972 werd de gemeente Gaisbach opgenomen in de stad Künzelsau en verliet aldus de Landkreis Öhringen.
Met ingang van 1 januari 1973 werd de Landkreis Öhringen opgeheven en werden veel gemeenten in de nieuw gevormde Hohenlohekreis ingedeeld, die de opvolger van de Lankreis Öhringen werd. Drie gemeenten gingen naar de Landkreis Heilbronn.

## Steden en gemeenten
In 1970 had de landkreis 46 gemeenten en 5 steden. Hieronder volgt een tabel van gemeenten die in de landkreis lagen medio 1970:
- Adolzfurt (nu Bretzfeld)
- Baumerlenbach (nu Öhringen)
- Bitzfeld (nu Bretzfeld)
- Bretzfeld
- Büttelbronn (nu Öhringen)
- Cappel (nu Öhringen)
- Dimbach (nu Bretzfeld)
- Eckartsweiler (nu Öhringen)
- Ernsbach (nu Forchtenberg)
- Eschelbach (nu Neuenstein)
- Feßbach (nu Kupferzell)
- Forchtenberg
- Gaisbach (nu Künzelsau)
- Geddelsbach (nu Bretzfeld)
- Harsberg (nu Pfedelbach)
- Kesselfeld (nu Neuenstein)
- Kirchensall (nu Neuenstein)
- Kleinhirschbach ( nu Neuenstein)
- Langenbeutingen (nu Langenbrettach)
- Maienfels (nu Wüstenrot)
- Mangoldsall (nu Kupferzell)
- Michelbach am Wald (nu Öhringen)
- Möglingen (nu Öhringen)
- Neuenstein
- Neuhütten (nu Wüstenrot)

- Neureut (nu Neuenstein)
- Obereppach  (nu Neuenstein)
- Oberohrn (nu Pfedelbach)
- Obersöllbach (nu Neuenstein)
- Obersteinbach (nu Waldenburg)
- Öhringen
- Ohrnberg (nu Öhringen)
- Orendelsall (nu Zweiflingen)
- Pfedelbach
- Rappach (nu Bretzfeld)
- Scheppach (nu Bretzfeld)
- Schwabbach (nu Bretzfeld)
- Schwöllbronn (nu Öhringen)
- Siebeneich (nu Bretzfeld)
- Sindringen (nu Forchtenberg)
- Unterheimbach (nu Bretzfeld)
- Untersteinbach (nu Pfedelbach)
- Verrenberg (nu Öhringen)
- Waldbach (nu Bretzfeld)
- Waldenburg
- Westernach (nu Kupferzell)
- Westernbach (nu Zweiflingen)
- Windischenbach (nu Pfedelbach)
- Wohlmuthausen (nu Forchtenberg)
- Zweiflingen